# Echinopsis lageniformis
Echinopsis lageniformis (лат.) — кактус, вид рода Эхинопсис (Echinopsis) семейства Кактусовые (Cactaceae), эндемик Боливии. Произрастает в высокогорных пустынях Анд. Коренные жители Боливии называют этот и похожий вид Echinopsis pachanoi «ачума» или «вачума» и используют кактус за его психоделический эффект.

## Ботаническое описание
Echinopsis lageniformis — кактус от зеленоватого до голубоватого цвета, обычно имеет от четырёх до восьми рёбер. Вырастает до 2-5 м в высоту со стеблями до 15-20 см в диаметре. Колючки могут варьироваться от медового до коричневого цвета и располагаются в узлах группами до четырех штук — до 6-7 см в длину. У зрелых растений колючки равномерно расположены на рёбрах на расстоянии 2,5-3 см друг от друга.

## Таксономия
Вид Echinopsis lageniformis был впервые описан как Cereus lagenaeformis Карлом Фридрихом Фёрстером в 1861 году. В 1974 году австрийский ботаник Гаймо Фридрих и британский ботаник и специалист по суккулентным растениям Гордон Дуглас Роули поместили этот вид в род Echinopsis.
Следующие таксоны были включены в вид как синонимы: Cereus bridgesii Salm-Dyck (1850), Trichocereus bridgesii (Salm-Dyck) Britton & Rose (1920), Trichocereus crassicostatus F. Ritter (1966) и Trichocereus riomizquensis F. Ritter (1980).

## Распространение и местообитание
Echinopsis lageniformis — эндемик Боливии. Встречается в департаментах Ла-Пас, Кочабамба и Чукисака, а также, возможно, в соседнем Перу на высотах от 1 000 до 3 300 м.

## Охранный статус
Красная книга МСОП относит вид к «видам, вызывающим наименьшие опасения».

## Культивирование

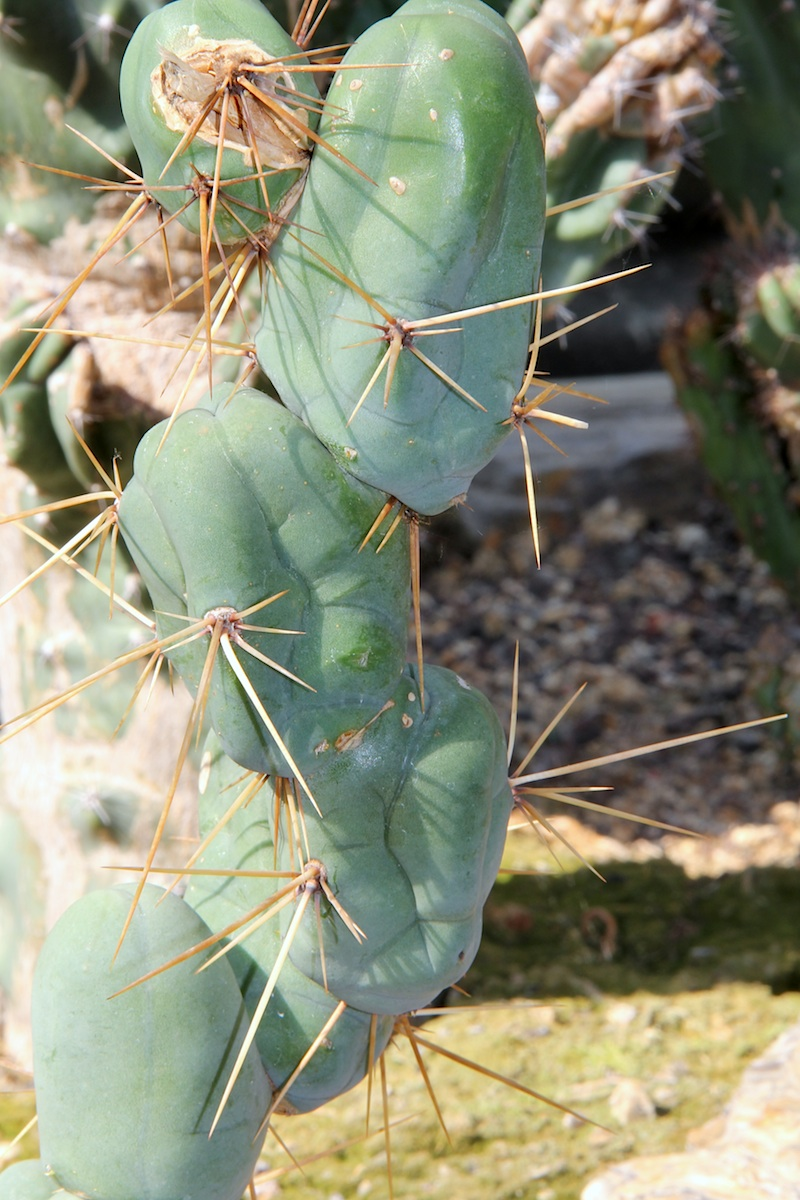
Короткая форма, или клон B, Echinopsis lageniformis f. monstrose

Некоторые разновидности этого вида высоко ценятся коллекционерами декоративных кактусов. К ним относятся разновидность «кристат», два варианта роста «монстроза» и клон, который демонстрирует рост как монстрозы, так и кристат. Эти разновидности, как правило, растут намного медленнее, чем стандартная форма вида, но из-за их очень необычной формы ценятся коллекционерами кактусов.
Форма монстроза Echinopsis lageniformis известна в англоязычной литературе как «растение-пенис», или «кактус-пенис», (англ. penis plant, penis cactus). В отличие от типичных для этого вида колонновидных стеблей, у этого сорта короткие стебли, которые интенсивно ветвятся, образуя низкий колючий куст. Верхняя часть каждого сегмента стебля гладкая и безребёрная. Нижняя часть колючая, с тенденцией к образованию рёбер. Растение светло-зелёное. Немецкое название этого сорта нем. frauenglück, более эвфемистическое, чем его английский эквивалент, переводится как «женская радость».

## Психоделическая активность
Растение содержит ряд психоактивных алкалоидов, включая мескалин, хотя и в гораздо более низких концентрациях, чем у Echinopsis pachanoi: содержание мескалина в расчёте на сухой остаток составляет до 0,56 % для E. lageniformis и до 5 % для E. pachanoi. Концентрации мескалина в образцах из разных мест значительно различаются и в некоторых местностях E. lageniformis может содержать больше мескалина, чем E. pachanoi, но в любом случае не более 0,56 %.. Химический анализ некоторых вариантов этого вида показал, что его можно отнести к наиболее сильным психоделическим видам рода эхинопсис, хотя это не относится ко всем штаммам вида. За пределами своей естественной среды обитания это один из наименее известных и используемых кактусов-эхинопсисов как для психоактивных, так и для декоративных целей. Однако в боливийском департаменте Ла-Пас Cleistocactus tominensis — это доминирующий вид.
Как и в случае с родственными видами, вид по всему своему ареалу с давних пор используется шаманами.